# Джигия
Джигия (кайт. Жигай, дарг. Жигай) — село в Кайтагском районе Дагестана.

## География
Село Джигия расположено на высоте 649 метра над уровнем моря. Ближайшие населённые пункты — Дакниса, Лища, Хунгия, Мижигли, Кулиджа, Шиляги, Дуреги, Газия, Карталай, Бажлук.

## Население
| 1888 | 1895 | 1926 | 1939 | 1970 | 1989 | 2002 |
| ---- | ---- | ---- | ---- | ---- | ---- | ---- |
| 116  | ↗120 | ↗129 | ↗140 | ↘133 | ↗204 | ↗262 |
| 2010 | 2021 |      |      |      |      |      |
| ↗286 | ↗329 |      |      |      |      |      |

## Археология
В селе обнаружены древние куфические надписи, датируемые не позднее XIV века.